# K-Wagen (ÖBB)
Der K-Wagen, die Abkürzung steht für Komfortwagen, war ein spezieller Reisezugwagen-Prototyp der Österreichischen Bundesbahnen (ÖBB). Mit einer Länge von 26,4 Metern und einer Vollklimatisierung gehörte der Salonwagen dem UIC-Typ Z an.

## Geschichte

### Indienststellung

Der K-Wagen basierte auf einem Am der SBB, der allerdings nicht klimatisiert war

Das für eine Höchstgeschwindigkeit von 160 km/h zugelassene, und ursprünglich 49 Tonnen schwere, Einzelexemplar der Gattung SRmz, später SRmoz, und der Betriebsnummer 51 81 89-80 600-4 wurde 1970 von den Jenbacher Werken (JW) in Eigeninitiative erbaut. Hierzu beschafften sich diese schon 1969 von der Schweizerischen Wagons- und Aufzügefabrik AG Schlieren-Zürich (SWS) einen Wagenkasten der Abteilwagen-Serie Am 19-80, der aus einer damals laufenden Produktion für die Schweizerischen Bundesbahnen (SBB) entstammte. Die Drehgestelle entsprachen der Bauart Minden-Deutz. Der fertige K-Wagen wurde im September 1970 von den ÖBB übernommen und am 30. September 1970 in Innsbruck der Presse vorgestellt.

### Beschreibung
Der K-Wagen verfügte in der Ursprungsausführung über sechs Fahrgastabteile mit zusammen 24 kommerziell nutzbaren, gepolsterten Sitzplätzen, die mit schwarzem Leder bezogen waren. Der Innenraum war wie folgt gegliedert:
- ein Gepäckraum am Handbremsende, statt zweiter Toilette bei regulären Reisezugwagen
- ein Begleiterabteil mit Kücheneinrichtung
- vier Abteile mit je einem Einzelsessel und einem Zweiersofa
- ein Großabteil mit zwei Einzelsesseln und einem Ecksofa für vier Personen, Anordnung in Konferenzbestuhlung möglich
- ein Großabteil mit zwei Einzelsesseln und zwei Zweiersofas, Anordnung in Konferenzbestuhlung möglich
- eine Fallrohrtoilette

Kleiderschrank, Waschgelegenheit und eine Kühltruhe für Getränke vervollständigten die Einrichtung. Für Diktiergeräte, Stereorekorder und anderes waren entsprechende Anschlüsse vorgesehen. Jedes Abteil hatte Telefonanschlüsse, über die nach Einführung des Zugfunks in Österreich Inlandsgespräche geführt werden konnten. In der Ursprungsausführung hatte der K-Wagen eine hellblaue Individuallackierung, ergänzt um einen umlaufenden, goldfarbenen Zierstreifen. Die vier Drehfalttüren blieben unlackiert. Beschriftet war das Fahrzeug mit K WAGEN, ohne Klassenbezeichnung.

### Einsatzbeginn
Die ÖBB setzten das in Wien West beheimatete Fahrzeug ab dem 6. November 1970 als sogenannten „Wagen für gehobene Ansprüche“ im Expresszug (Ex) 39/40 „Mozart“ (Wien West – Paris Est) auf der Teilstrecke zwischen seinem Heimatbahnhof und München Hbf ein, wobei es in München an den Gegenzug umgehängt wurde. Für das Jahr 1971 war eigentlich der Einsatz im damals neu eingeführten Trans-Europ-Express „Prinz Eugen“ zwischen Wien und Bremen geplant, wozu es jedoch nie kam. Stattdessen verblieb der K-Wagen ab dem Sommerfahrplan 1971 auf dem gesamten Laufweg des „Mozart“ bis Paris und zurück im Zug. Jedoch konnte sein Einsatz aufgrund zu geringer Nachfrage wirtschaftlich nicht befriedigen. Der Prototyp wurde deshalb schon 1972 wieder aus dem Planverkehr abgezogen und danach fast nur noch im Sonderverkehr eingesetzt, war vereinzelt aber auch später noch in regulären Zügen anzutreffen. 
1980 erhielt der Wagen, der buchmäßig seit dem 11. Jänner 1971 der Staatsbahn gehörte, die damals standardmäßige Eurofima-C1-Lackierung, womit er seine optische Sonderstellung verlor. Zudem hatte das Fahrzeug mittlerweile, statt der 1400 Millimeter breiten, getönten Ganzfenster, 1200 Millimeter breite Übersetzfenster analog zu den Inlandsreisezugwagen erhalten. Nach einer Hauptausbesserung im Jahr 1986 wurde es bis 1989 nach Bedarf als Salonwagen vermietet, danach in der Hauptwerkstätte Simmering hinterstellt.

### Umbau und weiterer Verbleib

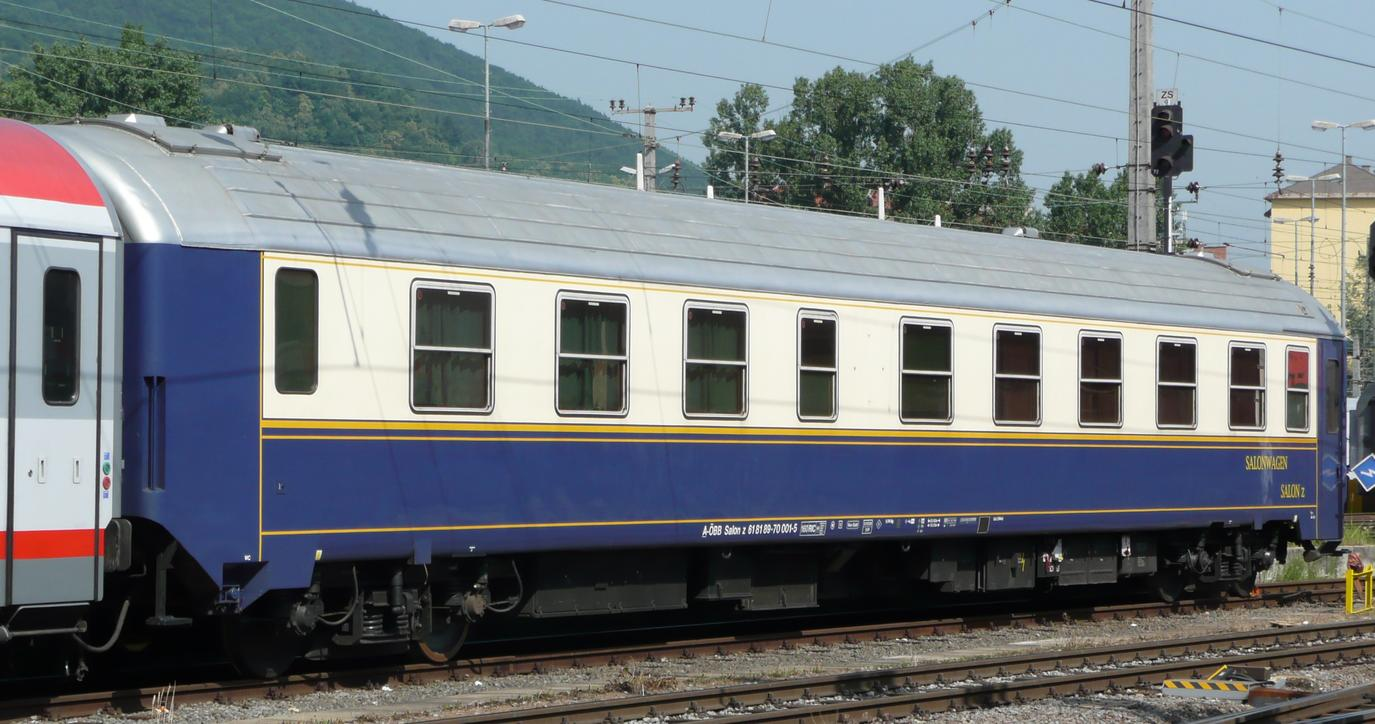
Salon z der ÖBB-Erlebnisbahn, 2007

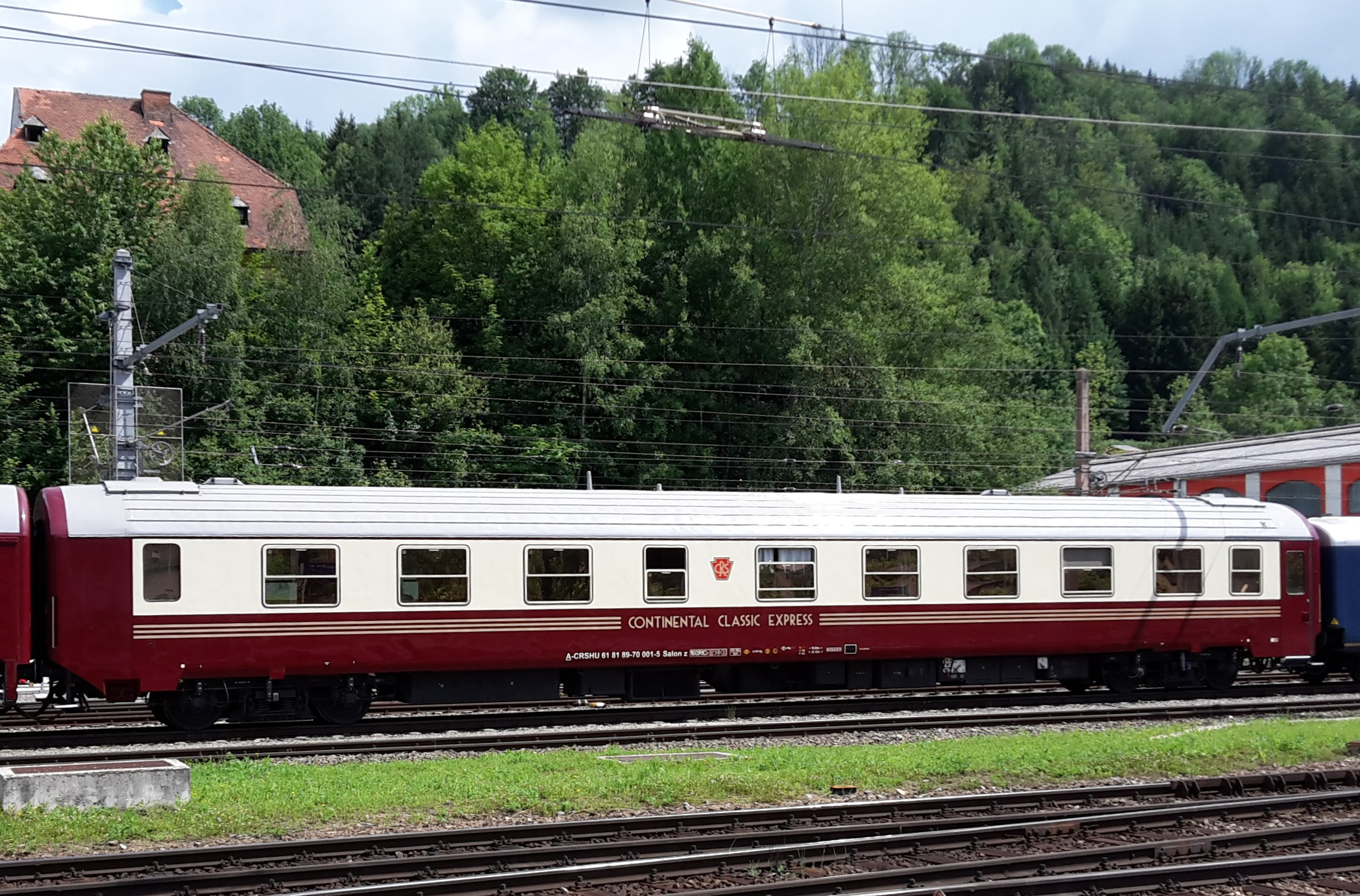
Als Continental Classic Express, 2018

In den Jahren 1994 bis 1995 wurde der K-Wagen aufwändig umgebaut. Er besaß fortan nur noch einen Einstiegsraum mit Schwenkschiebetüren, der Gepäckraum wurde zu einer Dusche umgewandelt, die vier Dreier-Abteile wurden zu Zweibett-Schlafabteilen, die beiden Großabteile in ein Sonderabteil mit Badezimmer und Tagraum sowie einen Salon mit Sitzgruppe umgebaut. Die Einstiegstüren am anderen Wagenende entfielen komplett, dafür wurde dort ein geschlossenes WC-System eingebaut. Die vorhandene Toilette wurde analog dazu modernisiert. Der Wagen erhielt eine geänderte Luftansaugung unter den Fenstern nach dem Standard der etwas jüngeren Eurofima-Wagen. Unter der Bezeichnung Salon z 61 81 89-70 001-5 wurde er fortan unter anderem für den österreichischen Bundespräsidenten bereitgehalten. Die Farbgebung war nunmehr umbragrau/verkehrsrot (Komfort-1-Farbschema) mit zusätzlichem weißem Streifen.
2003 wechselte der Wagen zum Geschäftsbereich ÖBB PV-GE ErlebnisBahn und erhielt hierfür eine dunkelblaue Lackierung mit elfenbeinfarbenem Fensterband im Stil der Pullmanwagen. 2015 wurde er schließlich an das ungarische Unternehmen Continental Railway Solution verkauft, das ihn nach einer Aufarbeitung und Neulackierung in Sonderzügen einsetzt. Im Zuge des letzten Umbaus erhielt der Wagen fünf Schlafabteile, darunter ein großes mit eigenem Bad, eine kleine Bar sowie einen Salon mit Einzelsesseln.